# Normalkapazität
Die Normalkapazität ist ein Begriff aus der Produktionsplanung und -steuerung und wird dort als die
zukunftsbezogene, unter normalen betrieblichen Gegebenheiten erreichbare Verfügbarkeit von betrieblichen Einsatzfaktoren betrachtet.
Sie dient der mittel- und langfristigen Fertigungsplanung und berücksichtigt somit bereits die planbaren Kapazitätsminderungen und -mehrungen.
(Betriebsferien, Wartungen während der Arbeitszeit, Betriebsversammlungen, geplante Überstunden)
Die Normalkapazität eines Arbeitsplatzes wird wie folgt berechnet:
NKAP = Schichtzahl * Schichtdauer – normale (Kapazitätsminderungen – Kapazitätsmehrungen)
Die Normalkapazität einer Arbeitsgruppe n gleicher Arbeitsplätze NKAG errechnet sich wie folgt:
{\displaystyle NKAG=\sum _{i=1}^{n}NKAP_{i}}
In vielen Betrieben wird die Normalkapazität nicht analytisch, sondern durch erfahrungsbasierte prozentuale Abschläge von der
theoretisch nutzbaren Kapazität berechnet.